# Prajñā
Prajñā (devanāgarī: प्रज्ञा) è un sostantivo femminile sanscrito che indica in quella lingua la "saggezza" o la "conoscenza" o l'"intelligenza".
In ambito buddista la prajñā è la "conoscenza/saggezza suprema" che consente di raggiungere in modo diretto il risveglio spirituale detto bodhi. Tale conseguimento di "conoscenza/saggezza suprema"  sarebbe frutto non solo dello studio e della riflessione intellettuale, quanto piuttosto della pratica meditativa, in particolare di quella indicata con il termine vipaśyanā (in pāli vipassanā).
In ambito buddista, segnatamente nella scuola sarvāstivāda e in quelle mahāyāna, essa corrisponde anche al "discernimento" ovvero a quella facoltà mentale che consente di analizzare le qualità dei fenomeni percepiti.
In ambito mahāyāna Prajñā è anche il nome di una bodhisattva/mahāsattva, personificazione della "saggezza".
Nelle altre lingue asiatiche il termine prajñā viene così reso:
- in pāli: paññā
- in cinese 般若 bōrě;
- in giapponese 般若 hannya;
- in coreano 반야  banya, panya;
- in vietnamita bát nhã;
- in tibetano shes-rab.